# 沙河店镇 (泌阳县)
沙河店镇，是中国河南省驻马店市泌阳县下辖的一个乡镇级行政单位。

## 行政区划
沙河店镇共辖以下地区：
沙西村、沙东村、杨庄村、万庄村、大李庄村、温庄村、和崔村、会合幕村、闫台村、苇子园村、崔楼村、靳楼村、虎狼店村、刘河村、山湾村、赵尧村。